# Osbeckia zeylanica
Osbeckia zeylanica är en tvåhjärtbladig växtart som beskrevs av Carl von Linné d.y.. Osbeckia zeylanica ingår i släktet Osbeckia och familjen Melastomataceae. Inga underarter finns listade i Catalogue of Life.